# International Federation of Library Associations and Institutions
De International Federation of Library Associations and Institutions (IFLA) is het toonaangevende internationale orgaan dat de belangen behartigt van mensen die afhankelijk zijn van bibliotheken en informatieprofessionals. IFLA, een onafhankelijke, niet-gouvernementele organisatie zonder winstoogmerk, werd in 1927 in Schotland opgericht en heeft haar hoofdkantoor in de Koninklijke Bibliotheek, de Nationale Bibliotheek van Nederland in Den Haag. IFLA sponsort het jaarlijkse 'IFLA World Library and Information Congress', dat universele en billijke toegang tot informatie, ideeën en verbeeldingswerken promoot voor sociale, educatieve, culturele, democratische en economische empowerment. IFLA produceert ook verschillende publicaties, waaronder IFLA Journal.
IFLA werkt nauw samen met UNESCO, wat resulteerde in verschillende gezamenlijk geproduceerde manifesten. IFLA is ook een van de oprichters van The Blue Shield, dat zich inzet voor de bescherming van het culturele erfgoed van de wereld wanneer het wordt bedreigd door oorlogen en natuurrampen.

## Geschiedenis
IFLA werd opgericht in Edinburgh, Schotland, op 30 september 1927, toen bibliotheekverenigingen uit 14 Europese landen en de Verenigde Staten een resolutie ondertekenden tijdens de viering van de 50ste verjaardag van de Library Association of the United Kingdom. Isak Collijn, hoofd van de Nationale Bibliotheek van Zweden, werd tot eerste president gekozen. De eerste constitutie werd in 1929 in Rome goedgekeurd tijdens het World Congress of Librarianship and Bibliography.
In de jaren dertig sloten de eerste bibliotheekverenigingen van buiten Europa en de VS zich aan, namelijk China, India, Japan, Mexico en de Filipijnen. In 1958 was het lidmaatschap gegroeid tot 64 verenigingen uit 42 landen. In 1962 werd een permanent secretariaat opgericht. In 1970 waren er 250 leden uit 52 landen. Het secretariaat werd in 1971 verplaatst naar de Koninklijke Bibliotheek in Den Haag. In 1974 was het IFLA-lidmaatschap wereldwijd opgelopen tot 600 leden in 100 landen.
De lidmaatschapscriteria werden in 1976 uitgebreid tot andere dan bibliotheekverenigingen en omvatten ook instellingen als bibliotheken, bibliotheekscholen en bibliografische instituten. Op dat moment werd het woord ‘Institutions’ toegevoegd aan de naam van de organisatie. Sindsdien zijn er nog meer nieuwe lidmaatschapscategorieën gecreëerd, waaronder persoonlijke. IFLA is uitgegroeid tot meer dan 1.700 leden in ongeveer 155 landen.
In 2021 hield IFLA voor het eerst het World Library and Information Congress (WLIC) online vanwege de aanhoudende wereldwijde pandemie. Op 17 en 19 augustus trok de virtuele conferentie duizenden deelnemers van over de hele wereld naar meer dan 150 sessies met onderwerpen die varieerden van digitaal gecontroleerd uitlenen tot nieuwe vaardigheden voor schoolbibliothecarissen tot klimaatimpact op bibliotheken.

## Missie
- Bibliothecaris vertegenwoordigen in zaken van internationaal belang
- De permanente educatie van het bibliotheekpersoneel bevorderen
- Richtlijnen voor bibliotheekdiensten ontwikkelen, onderhouden en promoten

### Kernwaarden
De doelstellingen zijn gebaseerd op de volgende kernwaarden:
- De onderschrijving van de beginselen van Vrijheid van meningsuiting vervat in artikel 19 van de Universele Verklaring van de Rechten van de Mens
- De overtuiging dat mensen, gemeenschappen en organisaties universele en billijke toegang tot informatie, ideeën en verbeeldingskracht nodig hebben voor hun sociale, educatieve, culturele, democratische en economische welzijn
- De overtuiging dat het leveren van hoogwaardige bibliotheek- en informatiediensten helpt om die toegang te waarborgen
- verbintenis om alle leden van de Federatie in staat te stellen deel te nemen aan en te profiteren van haar activiteiten ongeacht burgerschap, handicap, etnische afkomst, geslacht, geografische locatie, taal, politieke filosofie, ras of religie.

## Organisatie
De IFLA is georganiseerd in diverse divisies en comités en heeft diverse strategische programma’s. Verder organiseert het het Jay Jordan IFLA/OCLC Early Career Development Fellowship Program.

## IFLA-trendrapport
Het eerste IFLA-trendrapport in opdracht, getiteld Caught in the waves or caught in the tide? Insights from the IFLA Trend Report, werd gepubliceerd in januari 2013 en gelanceerd op het World Library and Information Congress in Singapore op 19 augustus 2013. Het rapport resulteerde in de identificatie van opkomende maatschappelijke trends op hoog niveau die van invloed kunnen zijn op de wereldwijde informatieomgeving. Het bestaat uit een aantal documenten - waaronder een overzicht, geannoteerde bibliografie en research papers - en is ook bedoeld als een webplatform voor voortdurende raadpleging. In de eerste fase van de beoordeling van november 2012 tot en met 2013 werden voornamelijk sociale wetenschappers, economen, bedrijfsleiders, onderwijsspecialisten, juridische experts en technologen van buiten het bibliotheekveld geraadpleegd. Een van de belangrijkste aandachtspunten van het rapport was het overspoeld raken van de archieven met een vloedgolf aan informatie. In 2010 vertegenwoordigde dit meer dan 1 zettabyte aan gegevens of 1,8 biljoen gigabyte.

## Publicaties
- IFLA Journal is een academisch tijdschrift op het gebied van bibliotheken, bibliotheek- en informatiewetenschap en vrijheid van informatie dat elk kwartaal wordt gepubliceerd door SAGE Publication namens IFLA
- IFLA Publications Series
- IFLA Series on Bibliographic Control
- IFLA Professional Reports